# Natalia Pasternak
Natalia Pasternak (portuguès: Natália Pasternak Taschner)  (São Paulo, 5 de maig de 1976), habitualment dita Natalia Pasternak, és una bióloga, divulgadora científica i escriptora brasilera. És la fundadora i primera presidenta de l'Instituto Questão de Ciência (IQC) i la primera brasilera en integrar el Comitè per a la Investigació Escèptica.
Escriu sobre la popularització de la ciència i pseudociències en el diari O Globo i també ha sigut columnista de la revista Saúde. Pasternak i l'IQC actuen intensament en el combat contra la desinformació durant la pandèmia de COVID-19.

## Biografia
Nascuda en una família jueva, és filla dels professors universitaris Mauro Taschner i Suzana Pasternak. Després de concloure la graduació en Biologia en la Universitat de São Paulo (USP) el 2001, va començar el doctorat en Microbiologia en l'Institut de Ciències Biomèdiques de la USP. La seva tesi (2006) versà sobre la regulació de la fosfatasa alcalina pel factor sigma S de l'ARN polimerasa d'Escherichia coli. Cursà el post-doctorat també en la USP, en l'àrea de genètica molecular de bacteris.
Pasternak va fundar una web de popularització científica anomenada Café na Bancada, que posteriorment va transformar-se en un blog dintre de la plataforma Facebook (2015). També va ser directora de la versió brasilera del festival científic Pint of Science, entre 2015 i 2019, que va organitzar conferències científiques en bars de més de 50 ciutats del Brasil. A partir de 2020, va ser substituïda per Luis Gustavo Almeida. Va crear la iniciativa Cientistas Explicam, que organitza conferències, xerrades i tallers a diversos centres educatius. La doctora Taschner va encetar una columna a la revista Saúde amb aquest mateix nom.
El 2018, va fundar i va esdevenir la primera presidenta de l'Instituto Questão de Ciência (IQC), una ONG centrada en la defensa d'evidències científiques utilitzades en polítiques públiques. Pasternak va invertir els seus propis diners en la formació de l'IQC, passant a ser la segona filantropa brasilera que més diners ha invertit en aquest àmbit. L'IQC va ser co-organitzador del Congrés Global d'Aspen sobre Pensament i Acció Científica. També és editora de la primera revista brasilera sobre pensament crític, la Revista Qüestió de Ciència, publicada per l'Institut.
En l'inici de 2020, Pasternak va organitzar el primer curs d'especialització en comunicació pública de la ciència, en la ciutat de São Paulo. El curs pretén formar periodistes i altres professionals de comunicació sobre la popularització de la ciència. El mes d'abril, va estrenar la seva columna a la secció L'hora de la ciència, del diari O Globo. L'octubre va rebre la invitació per formar part del CSICOP, un comité internacional creat per Carl Sagan l'any 1976 per lluitar contra les pseudociències.

## Guardons i homenatges

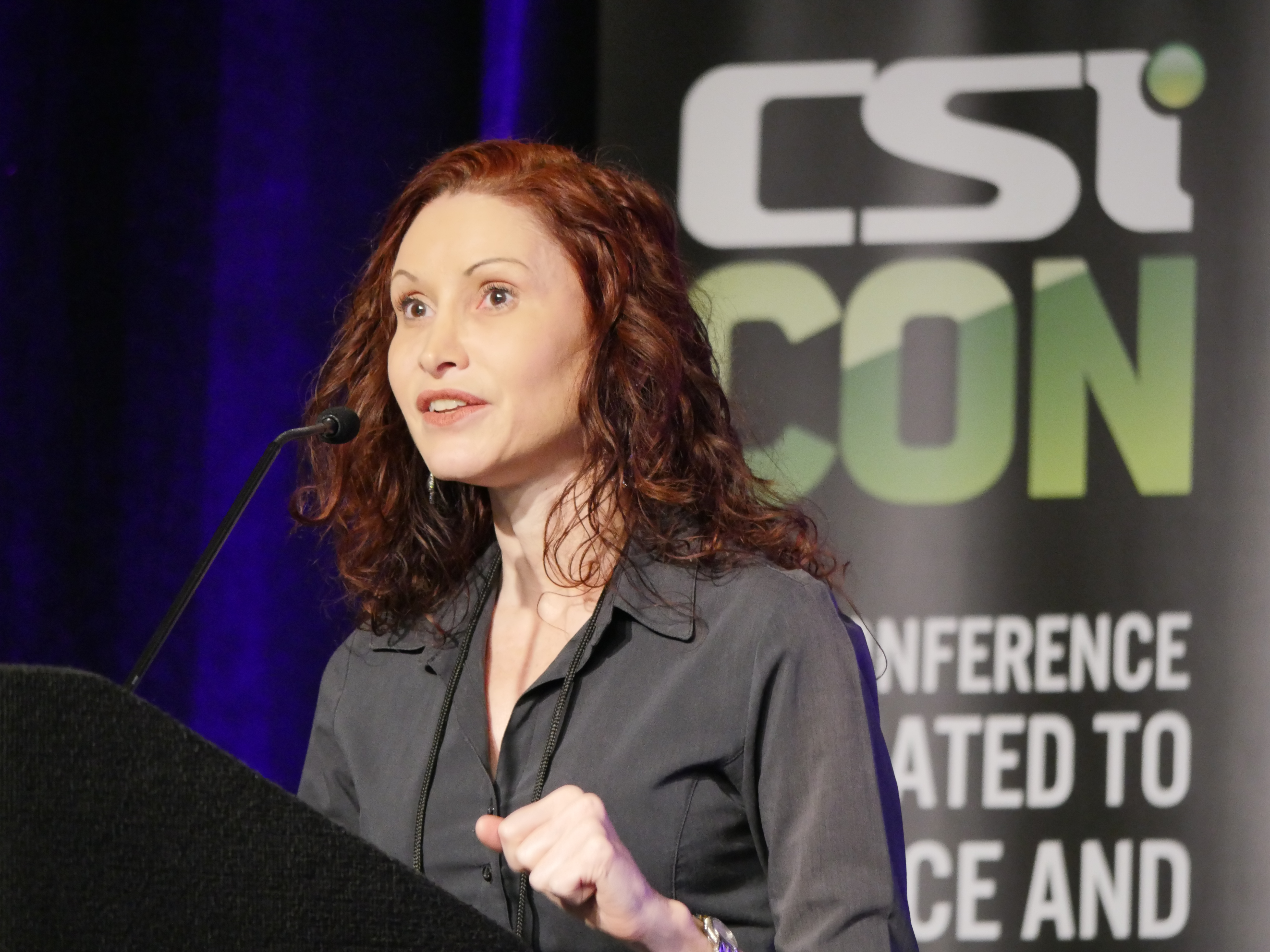
Pasternak durant una conferència científica, 2018.

El novembre de 2020, Pasternak va rebre el premi Navalla d'Occam, concedit per la publicació britànica The Skeptic Reason with Compassion pels seu esforços en el combat contra la desinformació durant la pandèmia de la COVID-19. Pasternak va arribar a sofrir atacs d'odi per combatre la desinformació promoguda pel President Jair Bolsonaro, partidari del tractament preventiu de la malaltia amb cloroquina.
El desembre de 2020 va ser l'homenatjada de l'any per la revista IstoÉ en la categoria Ciència, valorant els seus projectes per explicar la ciència al públic, emprant mitjans inhabituals en el sector, com xarxes socials. El Grup de Diaris Amèrica (GDA) va nomenar-la representant de la comunitat mèdica brasilera durant la concessió del premi a la Personalitat de l'Any, reconeixent el treball exercit en el combat contra les fake news amb relació a la pandèmia del COVID-19.
El desembre de 2021, la doctora Pasternak Taschner va ser una de les sis llatinoamericanes en aparèixer en la llista 100 Women de l'emissora BBC. Dies abans, va resultar vencedora, junt amb Carlos Orsi, del premi Jabuti en la categoria de No Ficció - Ciència, pel llibre Ciência no cotidiano: viva a razão. Abaixo a ignorância!. El 2022, la Cambra de Diputats del Brasil va guardonar-la amb el I Premi Dones en la Ciència - Amélia Império Hamburger, junt amb Erika de Oliveira i Jaqueline Goes de Jesus.

## Obra

### Articles científics
- Pasternak Taschner, Natalia «The effect of IHF on sigmaS selectivity of the phoA and pst promoters of Escherichia coli.» (en anglès). Archives of Microbiology, 185, 2-2013.
- Galbiati, Heloisa F.; Taschner, Natalia P. «The effect of the rpoSam allele on gene expression and stress resistance in Escherichia coli» (en anglès). Archives of Microbiology, 196, 2014, pàg. 589–600. DOI: 10.1007/s00203-014-0994-y. ISSN: 0302-8933.
- Piantola, Marco Aurelio [et al]. «Adopt a Bacterium – an active and collaborative learning experience in microbiology based on social media» (en anglès). Brazilian Journal of Microbiology, 49, 2018, pàg. 942–948. DOI: 10.1016/j.bjm.2018.04.005. ISSN: 1517-8382.

### Articles en premsa
- Pasternak, Natalia; Orsi, Carlos «Believing in Science Is Not Understanding the Science: Brazilian Surveys» (en anglès). Skeptical Inquirer, 44, 2, 01-03-2020, pàg. 20–22. ISSN: 01946730.
- Pasternak, Natália; Orsi, Carlos «Kardecism: the fringe spiritualist doctrine which became the soul of pseudoscience in Brazil» (en anglès). The Skeptic, 2021.

### Llibres
- Pasternak Taschner, Natalia. «Ciência e Pseudociência». A: Ekuni. Caçadores De Neuromitos: O que voce sabe sobre o seu cérebro é verdade? (en portuguès brasiler).  Memnon, 2015. ISBN 978-85-7954-084-4.
- Pasternak, Natalia; Orsi; Carlos. Ciência no cotidiano: Viva a razão. Abaixo a ignorância! (en portuguès brasiler).  São Paulo: Contexto, 2020. ISBN 9788552001805.[31]